# Volewijck
De Volewijck is een wijk in stadsdeel Amsterdam-Noord (in de Nederlandse provincie Noord-Holland). Het betreft de woongebieden ten zuiden van de Buiksloterdijk, tussen Industriegebied Buiksloterham en het Noordhollandsch Kanaal.
De wijk bestaat uit de buurten die zijn gelegen in de polder Buiksloterham. Het gaat om de Van der Pekbuurt, Disteldorp en de buurten die zijn voortgekomen uit de aanleg van Tuindorp Buiksloterham: de Gentiaanbuurt, de Bloemenbuurt en Floradorp.

## Geschiedenis

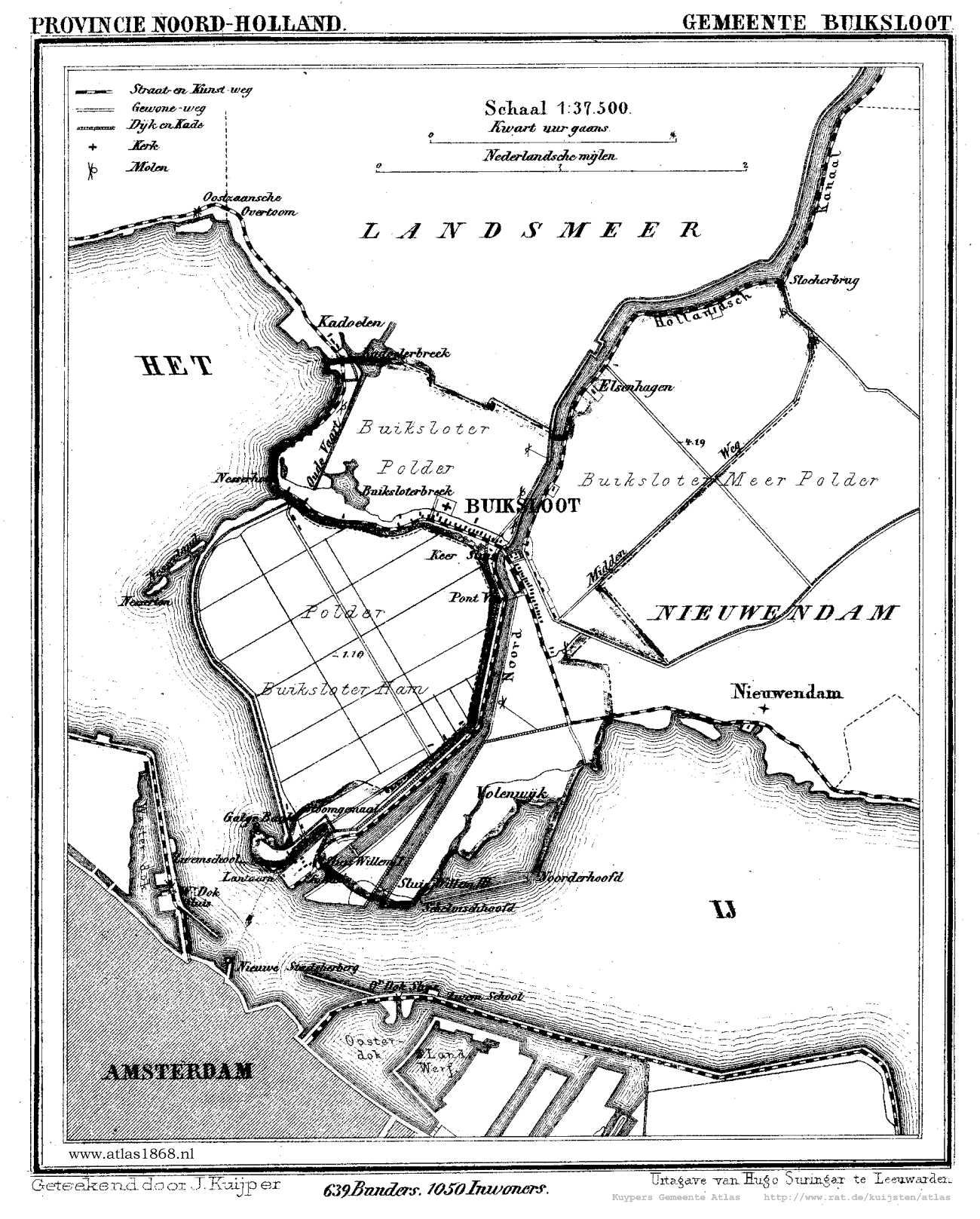
De Buiksloterhampolder op een kaart uit 1868

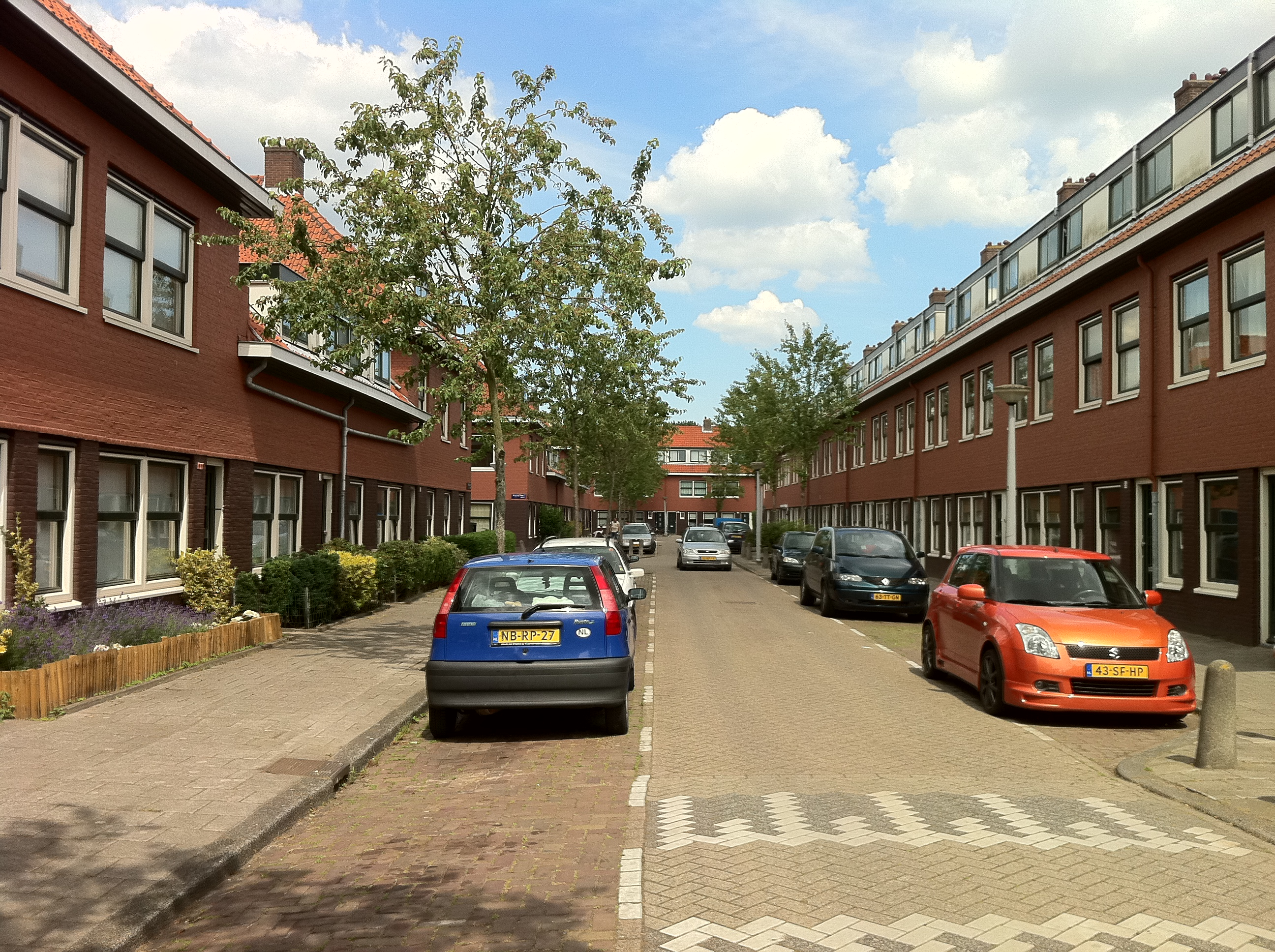
Nigellestraat. Bloemenbuurt, Amsterdam-Noord. Gebouwd door Zomers Buiten, nu verhuurd door Ymere.

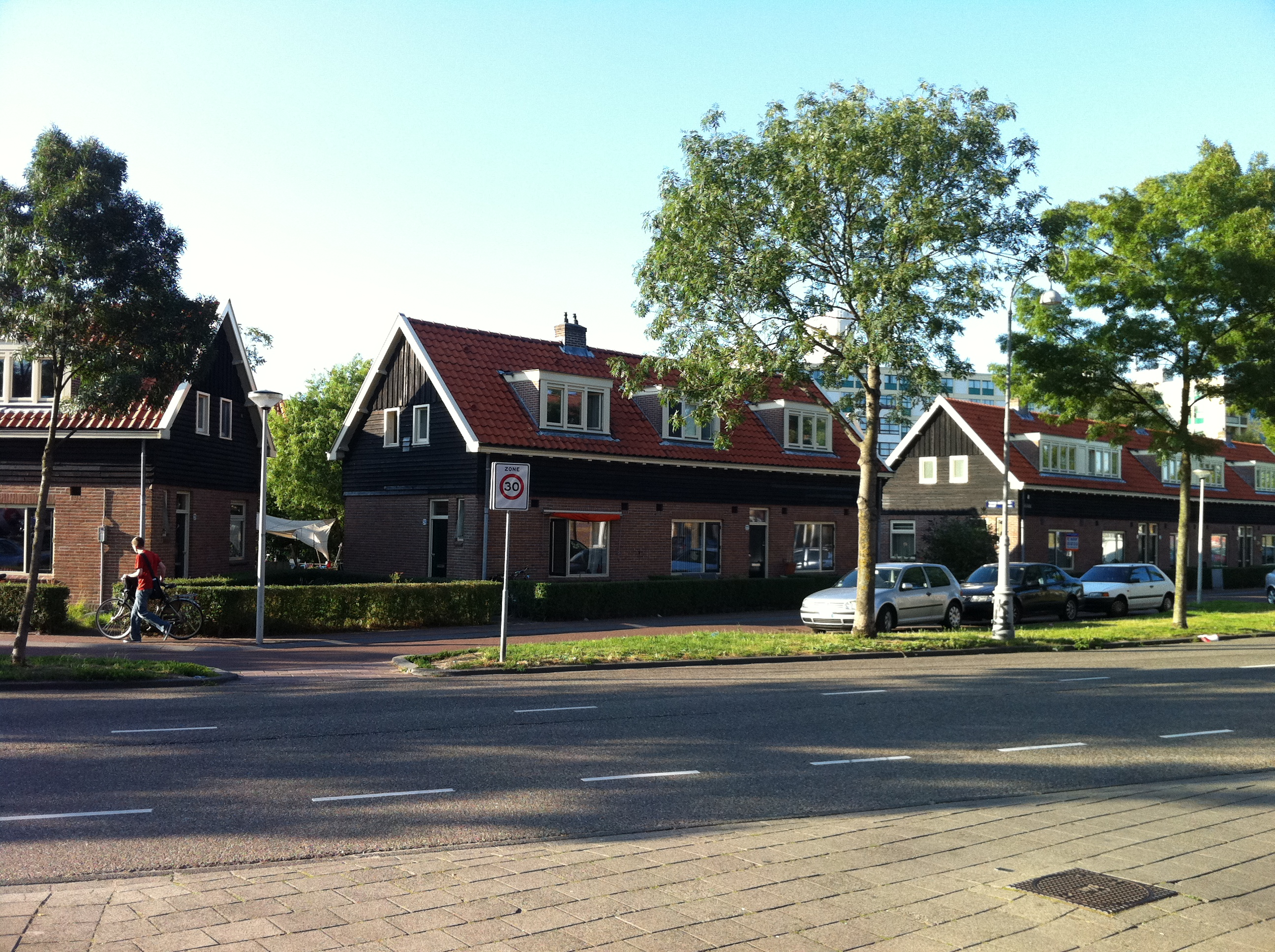
Disteldorp, volgebouwd vanaf 1918 met noodwoningen met korte levensduur voor 10 tot 15 jaar

'Voelwijc' (1308) of 'Voolwijc' (1324) is een samenstelling van het Middelnederlandse 'voel' (Zaans 'vool') dat 'veulen' betekent en 'wijk' dat op een hoeve, nederzetting of dorp duidt. De variant Vogelwijk is een reïnterpretatie uit de 17e eeuw. Amsterdam benoorden het IJ bestond aanvankelijk slechts uit het schiereilandje de Volewijck, waarover de stad in 1393 zeggenschap kreeg (recht van ambachtsheerlijkheid). Tot 1795 was hier het galgenveld waar veroordeelden na de executie werden opgehangen, als afschrikwekkend voorbeeld. Ter bekostiging van de Buiksloter trekvaart richting Purmerend hief de stad er vanaf 1662 tol.
Ten westen van de Volewijckslanden lag de Buiksloterham. Dat was oorspronkelijk een inham tussen Volewijck en de Nes, een andere smalle landtong. Plannen tot droogmaking lijken er al vanaf het begin van de 19de eeuw te zijn geweest. In 1832 besloot de gemeenteraad tot aanleg van een dam van rijshout om te beletten, dat de modder uit het IJ, die sinds 1819 in de ham werd gestort, weer naar het diep zou worden teruggevoerd. In 1844 stond de staat diens rechten op deze gronden af, waarna met droogmaking werd begonnen.
Het werk werd versneld, toen in 1848 arbeiders in West-Europa in opstand kwamen tegen hun armoedig bestaan. In Nederland waren slechts hier en daar enige schermutselingen, maar de Amsterdamse regenten en bestuurselite maakten zich zorgen over een arbeidersrevolutie in Nederland en besloten eventuele problemen voor te zijn. In het kader van de werkverschaffing lieten zij vaart zetten achter de aanleg van een dijk rondom de Buiksloterham. Voordat met de droogmaking werd gestart, verkocht de gemeente Amsterdam alles op 31 maart 1851 aan Franciscus Wessellus Josephus (Frans) Beukman (1783-1867). Hij maakte de inpoldering af met een stoommachine die twee pompen aandreef. Het krachtige stoomgemaal werd geplaatst aan het IJ nabij de Buiksloter Veerhaven.
Zo ontstond in 1851 de Buiksloterhampolder. Economisch was het geen succes, maar de arbeidersrevolutie bleef in ieder geval uit. Hier en daar startte iemand een boerenbedrijfje, maar de 200 hectare grote polder bleef afgezien van enkele grote baggerstortplaatsen decennialang grotendeels leeg.
De belangstelling vanuit Amsterdam bleef gering, totdat in de jaren 70 van de 19e eeuw door de sterke bevolkingsgroei gebrek aan terreinen voor woningbouw en industrie ontstond.
Door een grenswijziging in 1877, na de aanleg van het Noordzeekanaal, werd de zeggenschap van Amsterdam uitgebreid over de noordelijke IJ-oever tot aan de Waterlandse Zeedijk.
In 1903 verscheen een rapport over mogelijke plannen voor het grote lege gebied aan de noordzijde van het IJ. De lage grondkosten en de gunstige ligging aan het IJ maakten het voor particuliere bedrijven aantrekkelijk zich hier te vestigen. De polder zou voornamelijk worden bestemd voor industrie, omdat men meer ruimte zocht voor nautische bedrijvigheid, en fabrieken uit de stadswijken wilde bannen wegens gevaar voor de omwonenden. Hier en daar zou een dorp worden gesticht voor de arbeiders van de toekomstige fabrieken en scheepswerven. Zo kwam er langzaam maar zeker leven in dit stukje van de toenmalige gemeente Buiksloot.

### Oorlogsbombardement
Tijdens de Tweede Wereldoorlog in juli 1943 vonden er drie bombardementen plaatst in de Volewijck uitgevoerd door de geallieerden, tevens het zwaarste bombardement dat de stad Amsterdam in de oorlog te verduren kreeg. Deze luchtaanvallen waren gericht op de vliegtuigfabriek van Fokker aan de Papaverweg in de Buiksloterham. Echter miste twee van de drie aanvallen het doelwit, waardoor de bommen terecht kwamen op de omliggende woonwijken, grotendeels in de Volewijck, en de totale ravage was enorm. In totaal kwamen ruim 200 mensen om, dit waren vooral burgerslachtoffers.

## Aandachtswijk
Anno 2011 telde de wijk ruim 4.800 woningen. Volewijck is een van de vier aandachtswijken in Amsterdam-Noord. Tot 2010 kreeg alleen de aanpak van de Van der Pekbuurt prioriteit, sinds enige tijd richt het stadsdeel zich ook op de Bloemenbuurt en Floradorp.